# Bredljån
Bredljån är en sjö i Orsa kommun i Dalarna och ingår i Dalälvens huvudavrinningsområde. Sjön har en area på 0,0606 kvadratkilometer och ligger 228,4 meter över havet. Vid provfiske har abborre fångats i sjön.

## Delavrinningsområde
Bredljån ingår i det delavrinningsområde (678898-144746) som SMHI kallar för Mynnar i Orsälvens vattendragsyta. Medelhöjden är 250 meter över havet och ytan är 6,58 kvadratkilometer. Räknas de 2 avrinningsområdena uppströms in blir den ackumulerade arean 17,34 kvadratkilometer. Ångsvasseln som avvattnar avrinningsområdet har biflödesordning 3, vilket innebär att vattnet flödar genom totalt 3 vattendrag innan det når havet efter 348 kilometer. Avrinningsområdet består mestadels av skog (83 procent). Avrinningsområdet har 0,06 kvadratkilometer vattenytor vilket ger det en sjöprocent på 0,9 procent.